# Galambok
Galambok è un comune dell'Ungheria di 1.279 abitanti (dati 2001). È situato nella contea di Zala.